# Connexion réseau
 (juillet 2021).
Si vous disposez d'ouvrages ou d'articles de référence ou si vous connaissez des sites web de qualité traitant du thème abordé ici, merci de compléter l'article en donnant les références utiles à sa vérifiabilité et en les liant à la section « Notes et références ».
Une connexion réseau désigne le fait qu'un équipement informatique (au sens ETTD, c’est-à-dire un ordinateur, une imprimante, etc.) soit rattaché à un réseau informatique.
Le terme connexion réseau peut être interprété à différents niveaux.
En partant des couches basses du Modèle O.S.I. :
- Il peut s'agir d'une connexion physique : l'équipement informatique considéré est alors en interaction électrique (sur un câble réseau coaxial ou à paires torsadées) ou électro-magnétique (ondes radio, infrarouge, etc.) avec les autres équipements du réseau.
- Il peut s'agir d'une connexion logique au sens des protocoles réseaux, c’est-à-dire que l'équipement informatique considéré dispose de la pile de protocoles réseaux nécessaires. En activant ces protocoles, on lui permet de dialoguer avec d'autres équipements en exploitant la connexion physique. Par exemple, l'équipement a alors accès au réseau local, puis en activant des protocoles supérieurs, à un réseau plus étendu, par exemple jusqu'à Internet.